# Tổng cục An ninh Đối ngoại
Tổng cục An ninh Đối ngoại (Direction générale de la Sécurité extérieure, viết tắt là DGSE) là cơ quan tình báo đối ngoại của Pháp kể từ năm 1982, kế nhiệm cơ quan tài liệu đối ngoại và cơ quan chống gián điệp (SDECE). Cơ quan này hợp tác với Tổng cục An ninh Nội bộ (DGSI) để bảo vệ các lợi ích quan trọng của quốc gia, trong các lĩnh vực chống khủng bố và bán quân sự. DGSE có hoạt động đáng kể trong tình báo kinh tế .